# Sparkasse Heidelberg
Die Sparkasse Heidelberg ist eine öffentlich-rechtliche Sparkasse mit Sitz in Heidelberg.

## Organisationsstruktur
Die Sparkasse Heidelberg ist eine Anstalt des öffentlichen Rechts. Rechtsgrundlagen sind das Sparkassengesetz für Baden-Württemberg und die Satzung der Sparkasse Heidelberg. Organe der Sparkasse sind der Vorstand, der Kreditausschuss und der Verwaltungsrat.

## Träger und Geschäftsgebiet
Träger der Sparkasse Heidelberg sind die Städte Heidelberg, Eppelheim, Hockenheim, Leimen, Neckargemünd, Rauenberg, Schönau, Schwetzingen, Walldorf und Wiesloch sowie die Gemeinden Altlußheim, Bammental, Brühl, Dielheim, Gaiberg, Heddesbach, Heiligkreuzsteinach, Ketsch, Lobbach, Malsch, Mauer, Meckesheim, Mühlhausen, Neulußheim, Nußloch, Oftersheim, Plankstadt, Reilingen, Sandhausen, St. Leon-Rot, Wiesenbach und Wilhelmsfeld. Zum Geschäftsgebiet gehört außerdem die Gemeinde Dossenheim, die nicht Träger der Sparkasse Heidelberg ist.

## Geschäftsausrichtung
Die Sparkasse Heidelberg betreibt als Sparkasse das Universalbankgeschäft. Im Verbundgeschäft arbeitet die Sparkasse Heidelberg mit der Landesbausparkasse Baden-Württemberg und der SV Sparkassenversicherung zusammen.

Die Sparkasse Heidelberg wies im Geschäftsjahr 2023 eine Bilanzsumme von 8,088 Mrd. Euro aus und verfügte über Kundeneinlagen von 6,545 Mrd. Euro. Gemäß der Sparkassenrangliste 2023 liegt sie nach Bilanzsumme auf Rang 41. Sie unterhält 45 Filialen/Selbstbedienungsstandorte und beschäftigt 1.029 Mitarbeiter.

## Geschichte
Am 31. August 1831 wurde die Sparkasse Heidelberg eröffnet, deren Wirkungskreis sich zunächst nur auf das Gebiet der Stadt Heidelberg beschränkte. Es war die Zeit des aufkeimenden Sparkassengedankens, und so entstanden in der Nachbarschaft weitere Sparkassen, alle mit dem Ziel, Bürgerinnen und Bürgern einen Zugang zu Finanzdienstleistungen in unmittelbarer Nähe zu ermöglichen.
Diese Sparkassen waren – neben einer Vielzahl kleinerer – 1859 die Sparkasse für den Amtsbezirk Schwetzingen, 1863 die Städtische Sparkasse Wiesloch, 1875 die Sparkasse Hockenheim, 1878 die Städtische Sparkasse Schönau und 1901 die Spar- und Waisenkasse der Stadt Neckargemünd.
1999 wurden die Bezirkssparkasse Schwetzingen und die Bezirkssparkasse Wiesloch in die Sparkasse Heidelberg integriert. 2001 kam es zur Fusion mit der Sparkasse Neckargemünd-Schönau, 2007 folgte die Sparkasse Hockenheim.
Im Zeitraum von 1996 bis 2005 wurden insgesamt acht Mal Filialen der Vorgängerinstitute der Sparkasse Heidelberg in der Bankraubserie Nordbaden/Südpfalz überfallen, davon dreimal die Filiale in Altlußheim und zweimal die in St. Leon.